# Danuta
Danuta är ett polskt kvinnonamn. Det är antagligen en diminutivform av namnet Dana, alltså 'lilla Dana'. Dana är en kortform av det ursprungligen hebreiska namnet Daniela.
Den 31 december 2014 fanns det totalt 1 131 kvinnor folkbokförda i Sverige med namnet Danuta, varav 768 bar det som tilltalsnamn.
Namnsdag: saknas

## Personer med namnet Danuta
- Danuta Hübner, polsk professor, diplomat och politiker
- Danuta Kozák, ungersk kanotist
- Danuta Lato, polsk sångerska
- Danuta Stenka, polsk skådespelare